# Mårten Edlund
Albert Sven Mårten Edlund, född 15 juni 1913 i Gnesta, död 8 mars 1987 i Tyresö, var en svensk författare, manusförfattare och översättare.
Edlund var medlem av redaktionen för tidskriften 40-tal åren 1945–1946 och redaktör för All världens berättare 1955–1956. Han debuterade 1944 som författare med Tag vad du vill ha ..., stilistiskt inspirerad av nyare amerikanska prosaister, som han senare som översättare kom att introducera i Sverige. Han översatte bland andra William Faulkner, Ernest Hemingway, Erskine Caldwell och Anaïs Nin men även samtliga Raymond Chandlers deckarromaner. Som medöversättare på sju av hans översättningar 1951–1960 återfinns andra hustrun Ruth Edlund. Även tredje hustrun Birgit Edlund var medöversättare på ett tiotal titlar. Bland Mårten Edlunds senare översättningar kan nämnas Hemingway var där, en samling Hemingwayreportage från 1968. Han redigerade även en lång rad antologier och en originell samling kuriosa är Fabulösa fakta (1967).
I Litteraturlexikon: svensk litteratur under 100 år (1974) karakteriserades hans författarstil på följande vis: ”Skicklig miljötecknare med psykologiskt analyserande prosa, med tonvikt på erotiska motiv. Klar, disciplinerad stil med sinne för effekter.”

## Böcker
- 1944 – Tag vad du vill ha ... (Albert Bonniers förlag)
  - Dansk översättning: Tag hvad du vil! (1946)
- 1945 – Makt (Bonnier)
- 1947 – Han som väntade (Bonnier)
- 1950 – Den frusna våren
- 1951 – Byta skinn roman (Bonnier)
- 1953 – Jägaren (Bonnier)
- 1958 – På Don Quijotes vägar (foto Harry Dittmer) (Almqvist & Wiksell/Geber)
- 1969 – Bestsellern (Rabén & Sjögren)
- 1970 – Hasardspelarna (Rabén & Sjögren)
- 1971 – Folket (Rabén & Sjögren)

## Översättningar (urval)
- William Sansom: Tre (Three) (Bonnier, 1946)
- Raymond Chandler: Den stora sömnen (Bonnier, 1947)
- Langston Hughes: Tant Hagers barn (Not without laughter) (Kooperativa förbundet, 1948)
- William Faulkner: De vilda palmerna (The Wild Palms) (Bonnier, 1949)
- Mark Twain: Snälla gossar och stygga (Forum, 1949)
- W. Somerset Maugham: Gatans melodi: roman från East End (Liza of Lambeth) (B. Wahlström, 1949)
- Carl Sandburg: Sagor från Rotabagga (Rootabaga stories) (KF, 1950)
- Norman Mailer: Hjortparken (The deer park) (Bonnier, 1956)
- Jazzhistorier: från blues till bop (red. av Mårten Edlund, övers. av Mårten Edlund [m.fl.], Folket i Bild, 1960)
- James Fenimore Cooper: Stigfinnaren (The pathfinder) (Natur & Kultur, 1961)
- Nathaniel Hawthorne: Huset med de sju gavlarna (The house of the seven gables) (översatt tillsammans med Birgit Edlund, Natur & Kultur, 1962)
- Doris Lessing: Den femte sanningen (The golden notebook) (Forum, 1964)
- Ambrose Bierce: Djävulens ABC (The devil's dictionary) (Piccolo, 1967)
- Isaac Bashevis Singer: Fiender: en berättelse om kärlek (Sonim) (Trevi, 1974)
- Toni Morrison: Solomons sång (Song of Solomon) (Trevi, 1978)
- Ketil Bjørnstad: Pavane (Pavane) (Rabén & Sjögren, 1978)
- Alan Sillitoe: Sergeantens son (The widower's son) (Atlantis, 1979)
- Amos Oz: Intill döden (Wahlström & Widstrand, 1980)
- Stephen King: Sommardåd (Different seasons) (Askild & Kärnekull, 1983)
- John Gardner: Romanen och författaren (On becoming a novelist) (Carlsson, 1986)

## Filmmanus
- 1946 – Ta' hvad du vil ha'
- 1949 – Gatan
- 1952 – Under svällande segel
- 1959 – Brevet

## Priser och utmärkelser
- 1951 – Boklotteriets stipendiat
- 1958 – Svenska Akademiens översättarpris
- 1975 – Elsa Thulins översättarpris
- 1982 – Letterstedtska priset för översättningen av Isaac Bashevis Singers Jacobys hus
- 1986 – De Nios översättarpris